# Tetiana Ustiużanina
Tetiana Illiwna Ustiużanina (ukr. Тетяна Іллівна Устюжаніна, ur. 6 maja 1965) – ukraińska wioślarka. Jako reprezentantka WNP brązowa medalistka olimpijska z Barcelony.
Brała udział w trzech igrzyskach olimpijskich (IO 92, IO 96, IO 00). Po medal w 1992 sięgnęła w czwórce podwójnej. Osadę tworzyły również Kaciaryna Karsten, Antonina Zielikowicz i Jelena Chłopcewa. Na mistrzostwach świata zdobyła w tej konkurencji srebro w 1999 i brąz w 1994 już w barwach Ukrainy. Jako zawodniczka ZSRR zdobyła dwukrotnie srebro – w 1990 w dwójce podwójnej, w 1991 w czwórce podwójnej.